# Station Ritterhude
Station Ritterhude (Bahnhof Ritterhude) is een spoorwegstation in de Duitse plaats Ritterhude, in de deelstaat Nedersaksen. Het station ligt aan de spoorlijn Wunstorf - Bremerhaven. Op het station stoppen alleen Regio-S-Bahntreinen van Bremen en Nedersaksen op het station. Het station telt twee perronsporen.

## Treinverbindingen
De volgende treinserie doet station Ritterhude aan:
| Serie | Treinsoort                  | Route                                                                                             | Bijzonderheden                       |
| ----- | --------------------------- | ------------------------------------------------------------------------------------------------- | ------------------------------------ |
| S2    | Regio-S-Bahn (NordWestBahn) | Bremerhaven-Lehe – Bremerhaven Hbf – Osterholz-Scharmbeck – Ritterhude – Bremen Hbf – Twistringen | Versterkingstreinen tijdens de spits |